# Metapolybia
Metapolybia (лат.) — род общественных ос семейства Vespidae.

## Распространение
Неотропика. Более 15 описанных видов этого рода имеют распространение от Мексики до Парагвая. Шестнадцать видов зарегистрированы для Бразилии.

## Описание
Род характеризуется отсутствием пронотального киля или фовеа; вход в дыхальце высокий и очень узкий; затылок несколько выпячен, голова выдается за глаза; щека не окаймлена; метасомальный черешок длинный и узкий, расширенный и выпуклый на своем заднем конце.
Род можно распознать по характерному первому тергиту метасомы, он тонкий и длинный, с максимальной шириной, равной удвоенной ширине базальной части, передние тазики расширены дорсолатерально. Более 15 описанных видов этого рода имеют распространение от Мексики до Парагвая. Шестнадцать видов зарегистрированы для Бразилии.
Гнёзда располагаются на стволах деревьев, имеют покровительственную окраску. Новые колонии образуют с помощью роев, состоящих из нескольких королев, сопровождаемых рабочими, а архитектура гнезд в роду «астелоцитарная», с гребнями, сидящими на плоском субстрате и покрытыми оболочкой, которая иногда имеет «окна» из прозрачной секреции.

## Систематика
Около 15 видов. Относится к трибе Epiponini.
- Metapolybia acincta Richards, 1978
- Metapolybia araujoi Somavilla & Andena, 2018[5]
- Metapolybia azteca Araujo, 1945[6]
- Metapolybia aztecoides Richards, 1978
- Metapolybia bromelicola Araujo, 1945
- Metapolybia carpenteriana  Andena & Noll, 2024[2] (Эквадор, Перу)
- Metapolybia cingulata
- Metapolybia decorata
- Metapolybia docilis Richards, 1978[7]
- Metapolybia encantata Cooper, 1999[8]
- Metapolybia fraudator Carpenter & Andena, 2019
- Metapolybia mesoamerica Smeth. & Carp., 1997[9]
- Metapolybia miltoni Andena & Carpenter, 2011[3]
- Metapolybia nigra Richards, 1978
- Metapolybia pseudodocilis  Cortes, 2024[2] (Боливия)
- Metapolybia richardsi  Andena, 2024[2] (Эквадор)
- Metapolybia rufata Richards, 1978
- Metapolybia rufopicta
- Metapolybia servilis Cooper, 1999[8]
- Metapolybia silvicola Cooper, 1999[8]
- Metapolybia suffusa
- Metapolybia sulamerica  Carpenter, 2024[2] (Колумбия)
- Metapolybia unilineata
- Metapolybia zucchiana  Andena & Carpenter, 2024[2] (Панама)